# Новые трюки
«Новые трюки» (в другом переводе — «Новые уловки»; англ. New Tricks) — британский детективный телесериал с элементами комедии, выходивший на канале BBC One с 2003 по 2015 год.

## Сюжет
Сандра Пуллман, опытный офицер полиции Большого Лондона, сама испортила свою успешную карьеру: из-за дурацкой случайности сорвала операцию по освобождению похищенного гангстерами миллионера. Случай получил огласку, начальство не может оставить Сандру на прежней работе, но и терять ценного работника не желает. Сандре поручают возглавить вновь создаваемый отдел по расследованию нераскрытых преступлений — UCOS (Unsolved Crime and Open Case Squad). Эта затея, задуманная в основном ради пиара, состоит в том, чтобы привлечь к работе отставных полицейских и поручить им заново расследовать дела, приостановленные много лет назад. В отдел с трудом удается набрать для начала троих детективов-пенсионеров, ни один из которых не отличается ни здоровьем, ни покладистым характером, ни почтением к начальству (тем более, что старики официально не считаются полицейскими чиновниками). Пуллман моложе любого из них лет на двадцать пять — тридцать. У каждого из стариков имеются и свои тараканы в голове, и солидный шлейф личных проблем. Название сериала восходит к английской пословице «You can’t teach an old dog new tricks» — «Старого пса новым трюкам не научишь». «Старые псы» и впрямь плохо знакомы с изменившимися реалиями полицейской работы, но и старые их трюки еще годятся в дело. Первое же расследование убийства двадцатилетней давности завершается совершенно неожиданным успехом. Убийца изобличен; человек, который безвинно отсидел за него срок, оправдан — и тут же уличен в другом нераскрытом убийстве тех же времен; полицейский, из лучших побуждений фальсифицировавший улики, понес моральную кару.

## Роли и исполнители
- Аманда Редман — детектив суперинтендант Сандра Пуллман, начальник UCOS до 2013 г.
- Тамзин Аутвейт — детектив суперинтендант Саша Миллер, новый начальник UCOS
- Джеймс Болэм — Джек Хэлфорд, отставной детектив (до 2012 г.)
- Алан Армстронг — Брайан Лейн, отставной детектив
- Деннис Уотерман — Джерри Стендинг, отставной детектив
- Энтони Каф — Роберт Стрикленд, непосредственный начальник Сандры Пуллман (со второго сезона)
- Денис Лоусон — Стив МакЭндрю, отставной детектив

## Награды
- Приз TRIC (The Television and Radio Industries Club) в номинации «Детективные телепрограммы» (2009)[1]

## Разное
- Аудитория сериала летом 2013 года оценивалась в 9 млн зрителей.[2]
- В 2013 г. 55-летняя Аманда Редман покинула проект. Вместо Сандры Пуллман UCOS возглавила детектив-суперинтендант Саша Миллер в исполнении Тамзин Аутвейт (Tamzin Outhwaite)[3][4]

## На съемках сериала в 2012 году

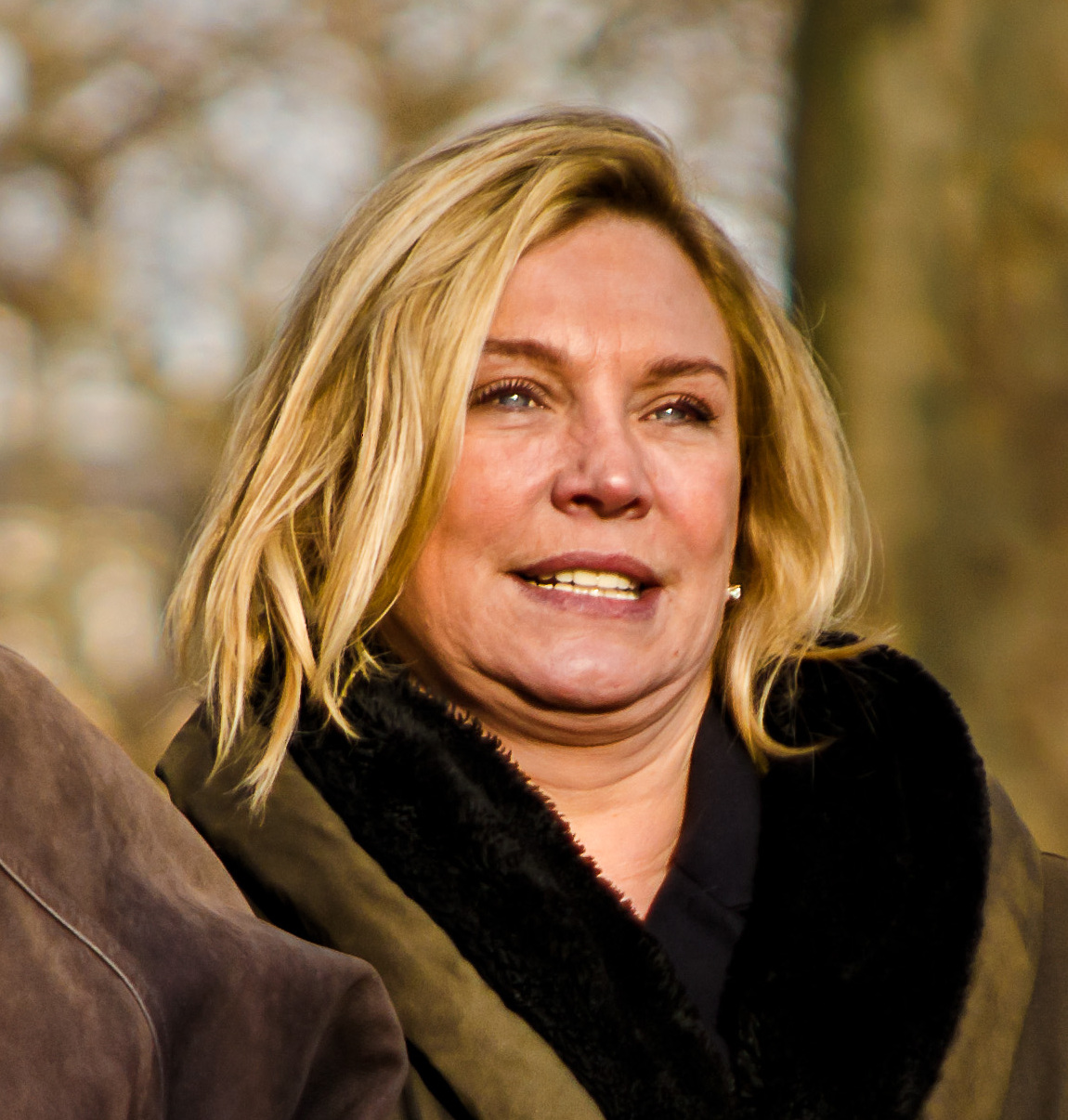
Аманда Редман
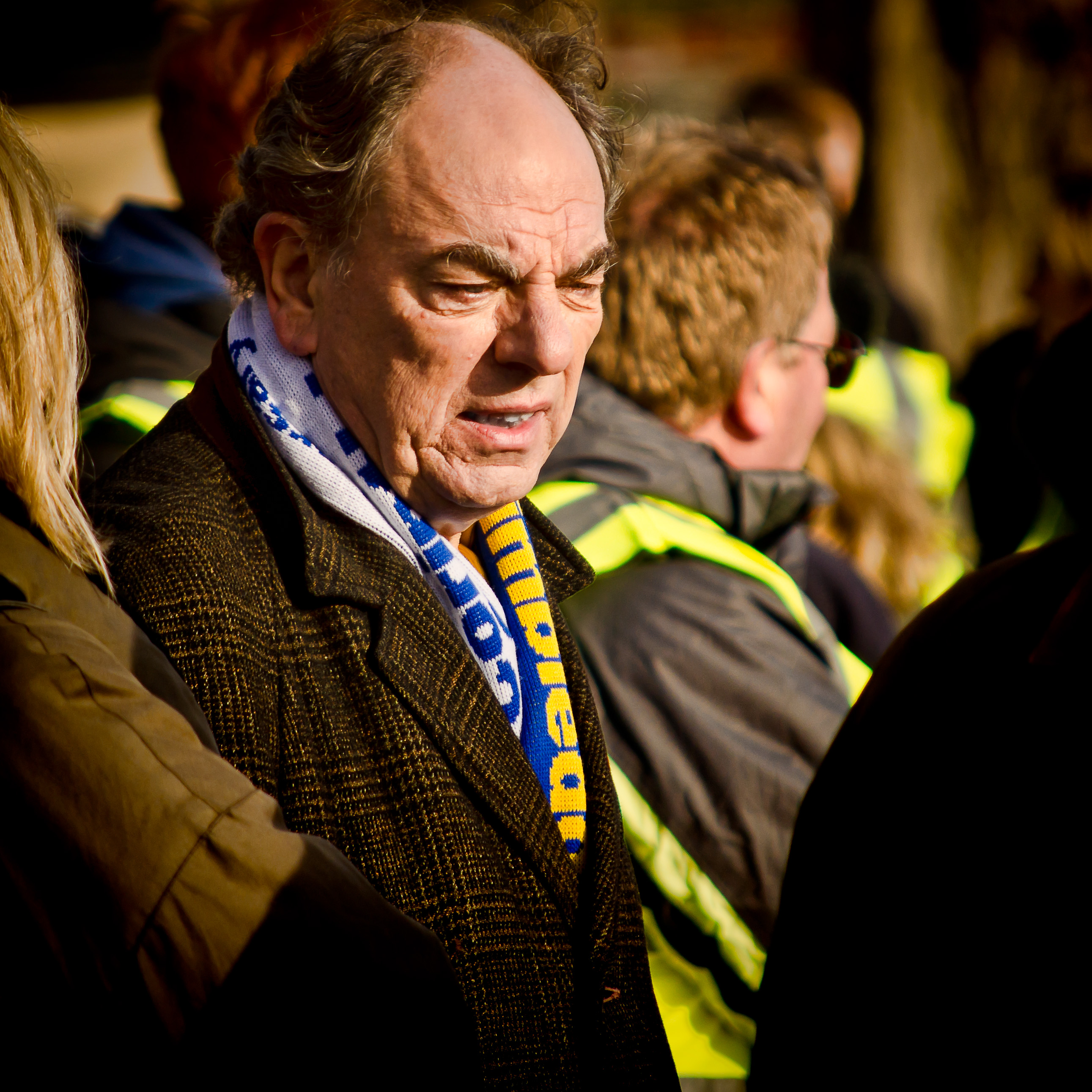
Алан Армстронг
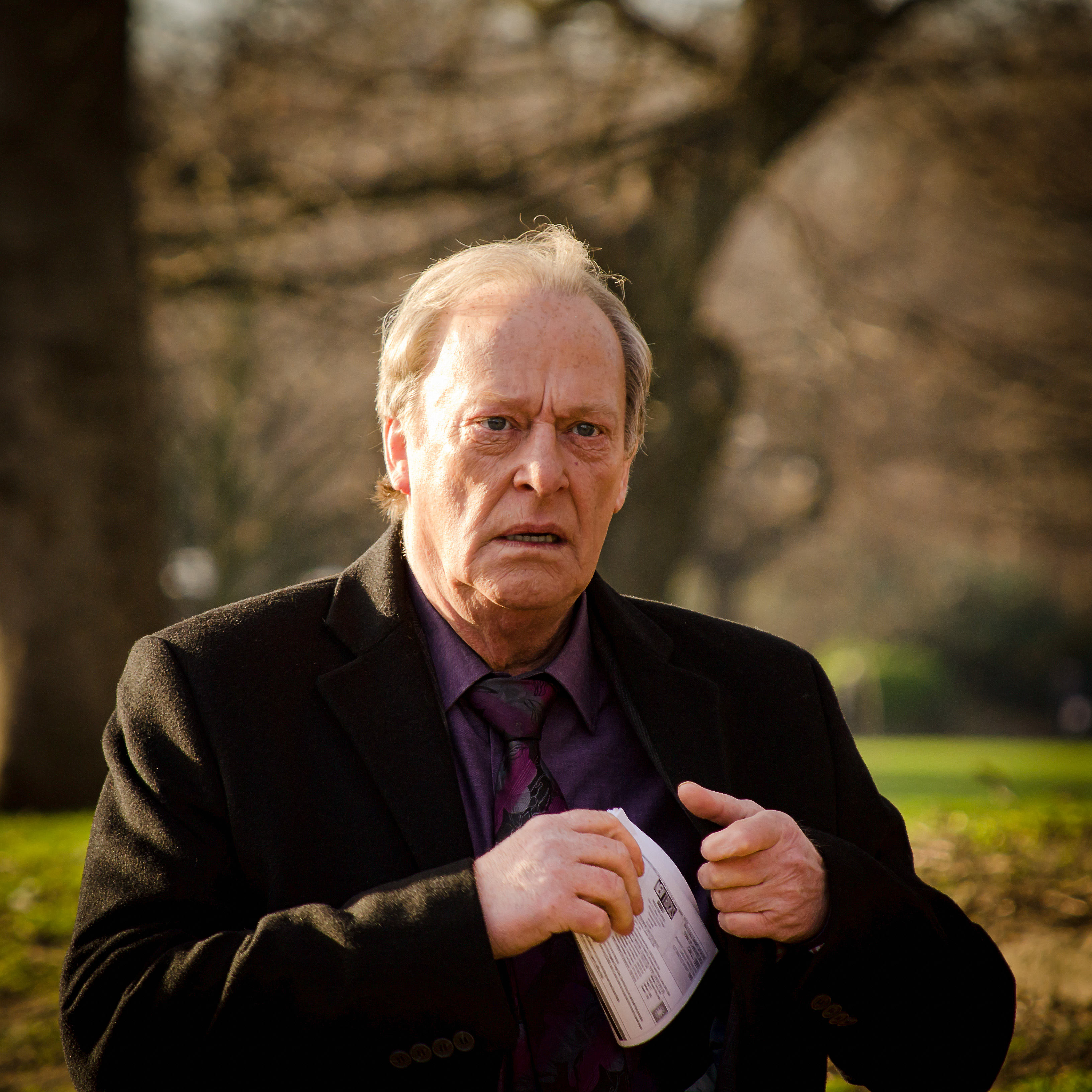
Деннис Уотерман

## Адаптации
- В 2015 году в Бельгии вышел один сезон сериала «Vossenstreken» (на нидерландском языке), основанного на идее «Старых трюков».[5]
- В 2019 г. канал НТВ начал съемки российской адаптации под названием «Старые кадры»[6] Премьера сериала состоялась 5 октября 2020 года на телеканале НТВ.